# Louis II de Chalon-Tonnerre
Pour les articles homonymes, voir Louis de Chalon et Louis II.
Louis II de Chalon, né en 1380 et mort vers 1423 ou le 17 août 1424, est un seigneur bourguignon et franc-comtois, comte de Tonnerre, issu de la maison de Chalon. 

## Biographie

### Origines
Louis naît en 1380,. Il appartient à la tige des comtes d'Auxerre-Tonnerre et seigneurs de Rochefort de la maison de Chalon,. Il est le fils de Louis Ier de Chalon, comte de Tonnerre, et de Marie de Parthenay,,,.
Issue la fratrie de probablement sept enfants, nous pouvons mentionner,, : Hugues († apr. 1418), qui sera apanagé des terres de Griselles, Channes, Cruzy-le-Châtel ; Jean VI († 1415), seigneur de Ligny-le-Châtel et de Cruzy ; ainsi que ses deux sœurs Jeanne († 1451) et Marguerite qu'il tente d'écarter de la succession, mais finissent par hériter de Tonnerre. Par Marguerite, le comté de Tonnerre passe à la famille de Husson.

### Seigneur en duché et comté de Bourgogne
Louis succède à son père au comté de Tonnerre en 1396/98,, alors qu'il n'a que 18 ans. Il renonce à ses prétentions sur le comté d'Auxerre. Il rend hommage pour Tonnerre au duc de Bourgogne. En 1401, il confirme les droits de la cité de Tonnerre.
À la mort, Jean de Chalon-Châtelbelin († 1396), seigneur d'Orgelet, cousin germain de son père, sa succession fait l'objet d'une dispute entre les différents bénéficiaires. Louis hérite de Montaigu. Il attente cependant un procès sur le reste de la succession et obtient les fiefs d'Orgelet, Saint-Julien(-sur-Suran), Saint-Aubin et Châtel-Belin,.
Il s'installe, en 1399, dans le château-fort Orgelet, où il reçoit l'hommage de ses vassaux.
Il épouse, en 1402, Marie de La Trémoille, fille de Gui VI, comte de Guînes, et de Marie de Sully,. Le couple n'a pas d'enfant.

### Homme du parti Armagnac et confiscation de ses biens
Le comte de Tonnerre entre au service du roi de France, Charles VI. Il combat en Limousin, et aux côtés du duc d'Orléans, en Flandres, en 1402, puis en Guyenne, en 1404. Son engagement auprès de Louis Ier d'Orléans est considéré comme une offense par ses suzerain les ducs de Bourgogne, Philippe II le Hardi, puis son fils Jean sans Peur ,.
En raison de cette alliance avec avec les Orléans, alliés aux Armagnacs, Jean sans Peur fait saisir les fiefs bourguignons de Cruzy, Griselles, Laignes. Ce dernier fera assassiner le duc d'Orléans, en 1407. La Paix de Chartres pacifie les relations entre les deux factions, et permet au comte de Tonnerre de réapparaitre à la Cour de Bourgogne.
Entre temps, Louis de Chalon accompagne la duchesse de Bourgogne à Douai, en 1407, où il fait la connaissance de Jeanne de Perellos/Périllos, demoiselle d'honneur et parente de la duchesse,, fille du chevalier aragonais Pons de Perellos/Perellós, ainsi que la nièce de Raimond, vicomte de Perellos, tous deux conseillers et chambellans. Amoureux d'elle, Rousset indiquait qu'il se serait rendue auprès d'elle en secret dans le palais ducal et qu'il se serait fait prendre. Averti, la duchesse lui interdit de la revoir. Toutefois, Louis de Chalon organise son enlèvement, en 1406, et la cache, au château de Maulnes. Il envisage l'annulation de son mariage avec Marie de La Trémoille. La duchesse de Bourgogne, mécontente, confisque les places comtoises de Châtel-Belin, Orgelet, Montaigu, et accentue la présence militaire ducale autour du Tonnerrois, dans les places de Montbard, Lézinnes, Pacy, Tanlay, Argenteuil et Noyers.
Dans un premier temps le duc lui accorde son pardon le 10 mai 1410 où il indique que « plusieurs parents et amis de notre très cher et aimé cousin le comte de Tonnerre soient venus […] humblement supplié de lui pardonner […] ». Le 17 mai un traité de paix est signé et Louis peut rentrer dans son domaine tonnerois.
Cependant huit mois plus tard la situation s'inverse à nouveau. L'endettement du comte de Tonnerre et son alliance aux Armagnacs, notamment Charles Ier d'Orléans, amènent la rumeur selon laquelle il aurait été prêt à livrer des places fortes à ceux-ci menaçant ainsi directement la Bourgogne. Il semble qu'il aurait également promis l'assassinat du duc Jean sans Peur. En février 1411, le duc de Bourgogne l'accuse de crime de lèse-majesté (forfaiture), lui confisquant les biens déjà saisis, et entre en guerre contre Louis,. Les pourparlers échoues. Louis est obligé de quitter son comté, accompagnés des hommes du comte de Nevers et l'aide du duc de Lorraine.
Un traité est signé en 1412, à Auxerre, permettant à Louis de Chalon de rentrer dans ses possessions et obligeants les Bourguignons à quitter ses terres. Cependant, le duc de Bourgogne refuse le traité et fait condamner le comte de Tonnerre par le Parlement de Dole, le 18 juillet 1413. Louis de Chalon est banni et ses biens sont confisqués. L'année suivante, avec le soutien des Armagnacs, Vignory et Tonnerre sont repris aux Bourguignons. Louis de Chalon fait détruire les places de Chamelard et Thorey, il saccage Annoux, Coulmier-le-Sec, et fait assiéger Châtel-Gérard. Le Tonnerrois est ravagé et Tonnerre est en ruine. Le duc de Bourgogne réoccupe l'ensemble des possessions du comte de Tonnerre, en 1414, et il refuse de les rendre, malgré l'ordre de Charles VI et le traité d'Arras (1435). Le roi fait intervenir le sire de Goncourt qui reprend Tonnerre.

En 1418, le duc de Bourgogne profite de la démence du roi pour obtenir l'ensemble des possessions situées dans le duché et le comté de Bourgogne des Chalons-Auxerre-Tonnerre,,. Ses deux frères, Jean VI († 1415) et Hugues († apr. 1418), voient également leur biens confisqués. Tous deux meurent lors d'une bataille de la guerre de Cent Ans. Le premier meurt lors de la bataille d'Azincourt et le second à Verneuil. Philippe le Bon, fils du duc et comte de Charolais, obtient les places de Châtel-Belin, Orgelet, Laignes, Griselles, Cruzy-le-Châtel. Jean sans Peur s'attribue, le 25 juillet 1419, le comté de Tonnerre, au nom du roi.

### Mort et succession
La date de mort de Louis ne fait pas consensus. Il semble mourir le 17 août 1424, selon la notice du Dictionnaire biographique, généalogique et historique de l'Yonne, précisant « selon les uns, plus vraisemblablement de maladie en mars 1423 ». Petit (1894) retenait les années 1422 et 1424. Il précisait cependant que la seconde date ne pouvait être retenue.
Il n'a pas d'enfant légitime. De son union avec Jeanne de Perellos/Périllos, il a un fils naturel, Jean (1397-1453), dit bâtard de Chalon ou encore bâtard de Tonnerre.
À sa mort, la question de la succession rencontre certaines difficultés. Avec la mort de ses frères cadets, la maison de Chalon-Auxerre-Tonnerre s'éteint en ligne masculine. Son fils, Jean, est de fait exclu de la succession. L'ensemble des biens fait l'objet de longs procès tout autant entre les deux sœurs survivantes, Jeanne († 1451) et Marguerite, que de seigneurs réclamant les créances laissées par Louis ou invoquants des droits divers. Parmi ces prétendants, Arthur III de Bretagne, le connétable de Richemont, et époux de Marguerite de Bourgogne, fille aînée du duc Jean sans Peur, mais aussi Georges Ier de La Trémoille, frère de l'épouse légitime de Louis. Il faut attendre le traité d'Arras (1435) pour que sa sœur Jeanne récupère le comté de Tonnerre,.
Le gisant de Jeanne de Perellos/Périllos se trouve à Saint-Aignan-sur-Cher, mais en dehors de la collégiale, à cause de sa liaison avec Louis II.
Jean fils illégitime de Louis devient le compagnon de sa tante Jeanne vers la fin de sa vie. Il lui sert parfois de procureur ou de témoin. Il obtient d'elle les fiefs de Valençay en Berry (1434) et Ligny-le-Châtel (1439). Vivant à Paris, il épouse, en 1438, Jeanne l'Orfèvre, la fille d'un changeur parisien.